# Июль 2019 года

Список событий июля 2019 года.

Самый жаркий месяц в мире за всю историю наблюдений, по данным Службы изменения климата в рамках программы «Коперник» Европейского Союза и Национального управления океанических и атмосферных исследований.

## События
- 1 июля
  - Запрет на использование одноразовых пластиковых пакетов вступил в силу в Новой Зеландии[3].
  - Высший уголовный суд Турции признал организацию Эргенекон, по делу которой проходило 235 человек, обвинявшихся в попытке свержения турецкого правительства в 2003 году, никогда не существовавшей[4].
  - В Гонконге протестующие, выступающие против закона об экстрадиции в Китай, ворвались в здание парламента[5].
  - На борту глубоководного аппарата АС-31 «Лошарик» произошёл пожар во время батиметрических измерений в результате которого погибли 14 моряков-подводников[6].
  - Неопознанный объект, предположительно ракета зенитно-ракетного комплекса С-200 из Сирии, упала на Северном Кипре, в деревне Ташкент, расположенной в 20 километрах от Никосии[7].
- 2 июля
  - Исполком Международной федерации университетского спорта выбрал Екатеринбург в качестве столицы Всемирной летней универсиады 2023 года[8].
  - ЮНЕСКО исключила Вифлеемскую Базилику Рождества Христова из списка всемирного наследия, находящегося под угрозой[9].
- 5 июля
  - Русская Википедия заблокировала подозрительное сообщество редакторов, которые хвалили губернаторов и критиковали оппозицию[10].
  - В Казани прошёл пикет «против геноцида уйгур, казахов, киргизов в Китае»[11].
- 6 июля
  - Президент Реджеп Эрдоган отправил в отставку главу ЦБ Турции Мурата Четинкая. Причиной отставки стало нежелание последнего снижать процентные ставки, как того требовал от него президент[12].
- 7 июля
  - Телеведущий грузинского канала «Рустави 2» Георгий Габуния в прямом эфире обматерил на русском языке президента РФ В. Путина[13].
  - Американского миллиардера Джеффри Эпштейна арестовали по обвинению в торговле людьми[14].
  - Российские спортсмены впервые в истории выиграли чемпионат мира по пляжному волейболу[15].
  - Иран объявил о планах отказаться от ещё одного условия ядерной сделки: он больше не будет соблюдать ограничения на уровень обогащения урана[16].
- 9 июля
  - Священный синод РПЦ назначил Арсения (Епифанова) главой Липецкой митрополии и учредил Тольяттинскую епархию[17].
  - Опубликована запись разговора российских пранкеров Вована и Лексуса с премьер-министром Северной Македонии Зораном Заевым, в которой Заев согласился дать взятку патриарху Варфоломею в размере 100 тысяч евро для получения автокефалии Македонской православной церкви. Заев подтвердил факт разговора, но заявил, что запись была смонтирована[18][19].
  - На юге Израиля найдены руины филистимлянского поселения, предположительно являвшегося библейским городом Секелаг[20].
- 10 июля
  - Из-за аварии в энергосистеме Армении отключены Ереванская ТЭЦ и Пятый блок Разданской ТЭЦ[21]. Столица Армении Ереван осталась без энергоснабжения.
  - В Баку завершилась 43-я сессия Комитета всемирного наследия ЮНЕСКО[22].
  - Сдан в эксплуатацию новый безопасный конфайнмент Чернобыльской АЭС на Украине.[23].
- 12 июля
  - Итальянский суд признал украинского военнослужащего Виталия Маркива виновным в убийстве журналиста Андреа Роккелли и приговорил его к 24 годам тюрьмы.
  - Первая партия зенитных ракетных комплексов С-400, проданных Россией в декабре 2017 года, доставлена в Турцию[24].
  - Во Франции презентовали первую подводную лодку типа «Барракуда»[25].
  - В Сомали в результате нападения исламистских боевиков на отель погибли 26 человек, в том числе двое американцев, один британец, один канадец, трое кенийцев и три гражданина Танзании[26].
  - Все спутники группировки на сайте оператора спутниковой системы навигации Galileo были помечены как неработающие, а пользователи системы не смогли использовать сигналы с космических аппаратов. InsideGNSS, который отслеживает состояние европейской спутниковой системы, сообщил, что первое уведомление о перебоях в работе появилось 11 июля[27].
- 13 июля
  - В Киеве из гранатомёта обстрелян офис телеканала «112 Украина». За день до этого администрация телеканала направляла письмо в Службу безопасности Украины и полицию с требованием защитить их от атаки «радикалов».
  - С космодрома Байконур запущена ракета «Протон-М» с российско-германской астрофизической обсерваторией «Спектр-РГ»[28].
  - Центральные районы Нью-Йорка на несколько часов остались без света. Масштабное отключение электричества затронуло более 70 тысяч человек. Остановились поезда метро, из-за неработающих светофоров не могли разъехаться автомобили. Блэкаут произошёл в годовщину аварии в энергосистеме Нью-Йорка в 1977 году[29].
- 14 июля
  - В Швеции самолёт, перевозивший парашютистов, вылетел из аэропорта города Умео в 13:30 по местному времени. Спустя 42 минуты самолёт послал сигнал бедствия и вскоре рухнул на остров в дельте реки Умеэльвен. В результате крушения девять человек погибли[30].
- 15 июля
  - Итальянская полиция в рамках спецоперации против yльтраправых экстремистов конфисковала ракету класса «воздух-воздух» Matra Super R 530 и другое вооружение. Расследование, в рамках которого полиция обнаружила склад, связано с пятью итальянскими экстремистами, которые принимали участие в вооружённом конфликте на Востоке Украины[31].
  - Министерство здравоохранения Филиппин объявило чрезвычайную ситуацию в нескольких регионах из-за участившихся случаев заражения лихорадкой денге среди населения[32].
- 17 июля
  - Вспышка вируса Эбола в Демократической Республике Конго признана Всемирной организацией здравоохранения чрезвычайной ситуацией международного масштаба[33].
  - Губернатор Пуэрто-Рико Рикардо Росселло отказался уйти со своего поста на фоне массовых протестов жителей, требующих его отставки после утечки компрометирующей его переписки из мессенджера Telegram[34].
- 18 июля
  - В Японии из-за умышленного поджога произошёл пожар в студии Kyoto Animation. На месте происшествия полиция задержала 41-летнего мужчину, который, предположительно, разлил внутри студии бензин или керосин и поджёг его. В результате пожара погибли 36 человек, ещё 34 пострадали[35].
- 19 июля
  - В Ормузском проливе Иран задержал британский нефтяной танкер Stena Impero в ответ на аналогичные действия британской стороны в Гибралтаре[36].
- 20 июля
  - Митинг за допуск оппозиционных кандидатов к выборам в Мосгордуму на проспекте Сахарова в Москве собрал более 20 тысяч человек[37].
  - Экипаж космического корабля Союз МС-13 (Александр Скворцов, Лука Пармитано, Эндрю Морган) отправился с космодрома Байконур к МКС[38].
- 21 июля
  - На Украине прошли парламентские выборы. Победила партия Слуга народа.
- 22 июля
  - Пуск ракеты-носителя GSLV III с автоматической межпланетной станцией «Чандраян-2» с луноходом «Прагьям»(«Мудрость») прошёл успешно, но аппарат был выведен на 6 тыс. км выше, чем планировалось, что, однако, позволит ему совершить меньше манёвров и сэкономить топливо при полёте к Луне[39].
- 23 июля
  - Южная Корея заявила, что самолёты ВКС России и китайских ВВС дважды нарушили воздушную границу в районе островов Лианкур, которые являются предметом территориального спора[40].
- 24 июля
  - Борис Джонсон вступил в должность премьер-министра Великобритании.
- 25 июля
  - В Тунисе, в военном госпитале, умер 92-летний президент страны Беджи Каид Эс-Себси[41].
  - У оппозиционных кандидатов в Мосгордуму проходят обыски в связи с уголовным делом о воспрепятствовании деятельности избиркомов[42].
  - Во время июльской жары в Европе[англ.] во многих европейских городах, в том числе в Париже (42,6 °C) и Лондоне (37,9 °C) были установлены абсолютные максимумы температур[43].
  - В Кирове, Ижевске, Кургане, Новокуйбышевске и Саратове прошли митинги против строительства заводов по переработке химических отходов, которые, по мнению недовольных, приведут к ухудшению экологии в регионах России[44].
- 26 июля
  - В ночном клубе в южнокорейском городе Кванджу произошло обрушение внутреннего балкона во время вечеринки по случаю окончания ватерпольного турнира в рамках ЧМ по водным видам спорта. Два человека погибло, 17 получили ранения[45].
  - 16 американских морских пехотинцев из элитной Первой дивизии, расквартированной в Калифорнии, арестованы по обвинению в торговле наркотиками и людьми[46].
  - В Сибири горят леса. Площадь пожаров составляет 3 млн гектаров (примерно территория Бельгии), на 90 % этой площади пожары не тушат из-за нехватки средств[47][48]. Дым от пожара дошёл до Татарстана и юга Казахстана[49].
  - Министерство юстиции США одобрило слияние T-Mobile и Sprint[50].
- 27 июля
  - В ходе несанкционированной акции за честные выборы в центре Москвы полиция, ОМОН и Росгвардия задержали, по разным оценкам, от 1074 до 1373 протестующих. Травмы получили 77 протестующих, пострадали два сотрудника Росгвардии[51][52][53][54][55].
  - Боевики радикальной группировки «Боко харам», присягнувшей на верность террористической организации «Исламское государство» на мотоциклах прибыли в одну из деревень в штате Борно на северо-востоке Нигерии и открыли огонь по людям, возвращавшимся с похоронной церемонии. Число жертв нападения составило 65 человек, ещё не менее десяти мирных жителей получили серьёзные ранения[56].
- 28 июля
  - В Киеве состоялось празднование 1031-летия Крещения Руси. В крёстном ходе УПЦ приняло участие до 300 тысяч человек, в крёстном ходе ПЦУ — не более 2 тысяч[57], в крёстном ходе УПЦ КП — до 200 человек[58].
  - Обострение японско-южнокорейских отношений: тысячи протестующих вышли на улицы Сеула, требуя извинений от премьер-министра Японии Синдзо Абэ за введение экспортных ограничений против Южной Кореи[59].
  - Исполнилось 100 лет Международному астрономическому союзу[60].
- 29 июля
  - На севере Йемена в результате авиаудара возглавляемой Саудовской Аравией коалиции по позициям хуситов погибли не менее 10 человек мирных жителей, среди них есть дети[61].
  - Во время бунта в тюрьме города Алтамира в штате Пара на севере Бразилии 57 человек погибло, по меньшей мере 16 человек из них были обезглавлены, остальные погибли от удушья во время пожара, устроенного самими узниками. Во время бунта в заложники были взяты и позже освобождены двое охранников тюрьмы[62].
  - Вооружённый винтовкой мужчина открыл огонь на семейном фестивале в Калифорнии. Три человека, в том числе шестилетний ребёнок, погибли. Ещё 15 получили ранения[63].
- 30 июля
  - Военный самолёт во время тренировочного полёта врезался в жилые дома недалеко от пакистанского города Равалпинди, по меньшей мере 17 человек погибли[64].
  - В Киеве националисты разгромили пресс-центр «Укринформа»[65].
- 31 июля
  - Власти столицы Китая Пекина запретили использовать на вывесках арабскую письменность, а также изображения, связанные с исламом[66].